# Smardz grubonogi

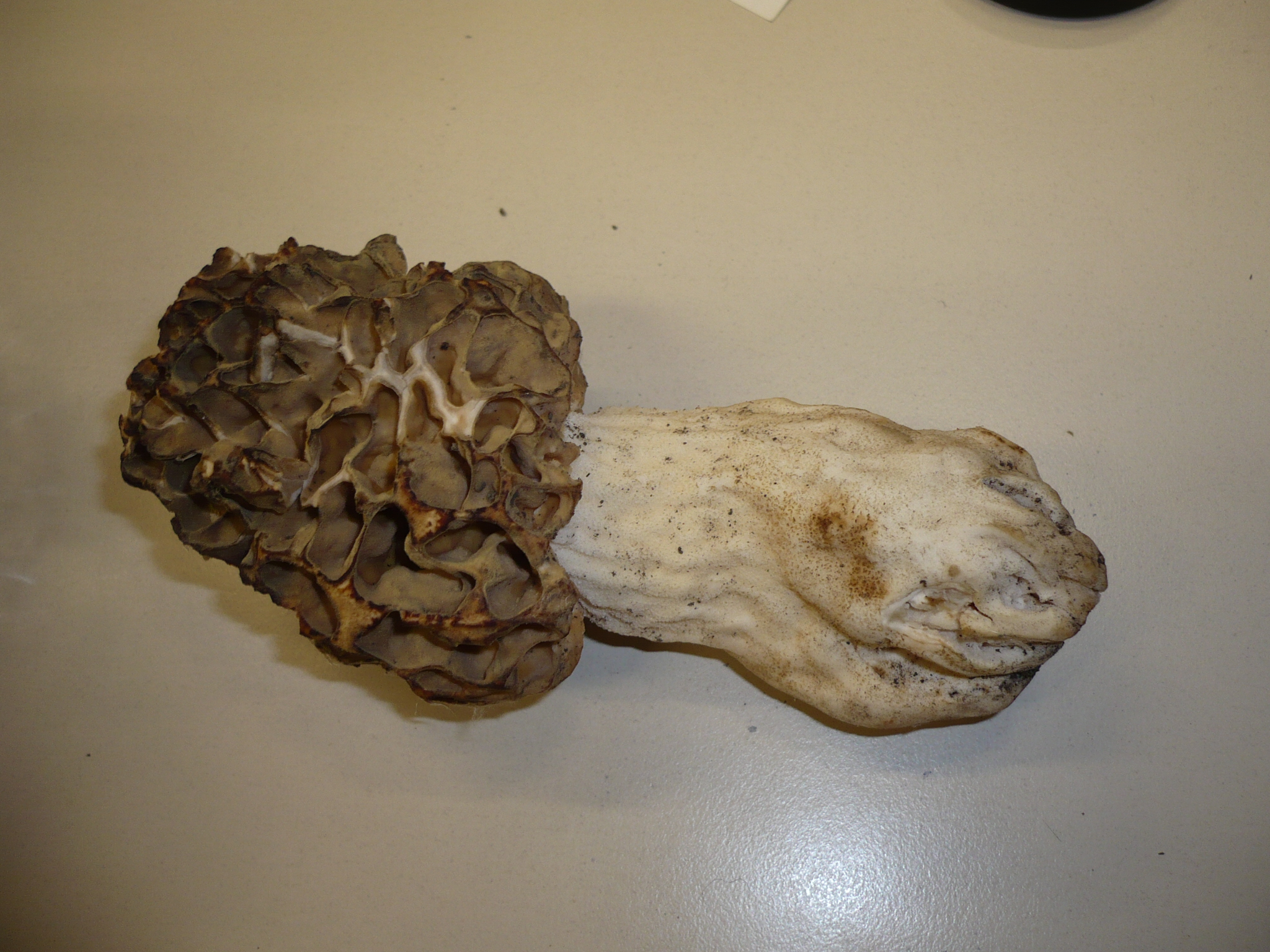

Smardz grubonogi (Morchella crassipes (Vent.) Pers.) – gatunek grzybów należący do rodziny smardzowatych (Morchellaceae).

## Systematyka i nazewnictwo
Pozycja w klasyfikacji według Index Fungorum: Morchella, Morchellaceae, Pezizales, Pezizomycetidae, Pezizomycetes, Pezizomycotina, Ascomycota, Fungi.
Po raz pierwszy takson ten zdiagnozował w 1797 r. Étienne Pierre Ventenat nadając mu nazwę Phallus crassipes. Obecną, uznaną przez Index Fungorum nazwę nadał mu w 1801 r. Christiaan Hendrik Persoon, przenosząc go do rodzaju Morchella.
Niektóre synonimy nazwy naukowej:
- Mitrophora hybrida var. crassipes (Vent.) Boud. 1897
- Morchella esculenta var. crassipes (Vent.) M.M. Moser 1983
- Morchella esculenta var. crassipes (Vent.) Kreisel 1984
- Morchella esculenta var. crassipes (Vent.) Bresinsky & Stangl 1962
- Phallus crassipes Vent. 1797[2].

Nazwa polska według M.A. Chmiel.

## Morfologia
Główka
Średnica od 8 do 12 cm, w dolnej części zrośnięta jest z trzonem, owalnie. Żebra kręte, pionowe, połączone z niższymi, poprzecznymi żebrami. Jamki głębokie, siwobrązowe lub brązowe, lecz zazwyczaj rdzawobrązowe.
Trzon grzyba
Wysokość 6–12 cm i grubość 3–8 cm. Jest biały, czasem żółtawy, matowy, nieregularnie pionowo bruzdkowany.
Miąższ grzyba
Biały lub kremowy, bez zapachu i smaku.
Wysyp zarodników
Bladoochrowy.

## Występowanie i siedlisko
Znane jest występowanie smardza grubonogiego w Ameryce Północnej, Europie, Azji i na Nowej Zelandii. W piśmiennictwie naukowym na terenie Polski do 2020 r. podano tylko 5 stanowisk. W latach 1983–2014 objęty był ochroną ścisłą, od 2014 r. podlega ochronie częściowej grzybów (chronione są okazy rosnące poza terenem ogrodów, upraw ogrodniczych, szkółek leśnych oraz poza terenami zieleni).
Spotykany w łęgowych lasach, w wilgotnych miejscach na próchnicznej ziemi. Grzyb saprotroficzny, ale prawdopodobnie mający zdolność tworzenia związków biotroficznych z korzeniami roślin. Owocniki tworzy od maja do czerwca.
Owocniki Morchella crassipes są jadalne. Dorosły owocnik ma wysokość ok. 12-20, a nawet 30 cm (rzadko spotykane są takie okazy). Podobnym gatunkiem jest smardz jadalny (Morchella esculenta).